# Distrikt Santa Leonor
Der Distrikt Santa Leonor liegt in der Provinz Huaura in der Region Lima in West-Peru. Der Distrikt wurde am 3. Juni 1940 gegründet. Er besitzt eine Fläche von 375 km². Beim Zensus 2017 wurden 822 Einwohner gezählt. Im Jahr 1993 lag die Einwohnerzahl bei 1642, im Jahr 2007 bei 1521. Die Distriktverwaltung befindet sich in der 3580 m hoch gelegenen Ortschaft Jucul mit 160 Einwohnern (Stand 2017). Jucul liegt 95 km ostnordöstlich der Provinzhauptstadt Huacho.

## Geographische Lage
Der Distrikt Santa Leonor liegt in der peruanischen Westkordillere im äußersten Osten der Provinz Huaura. Im Nordwesten bildet der Río Huaura, im Nordosten dessen linker Nebenfluss Río Checras die Distriktgrenze. Die östliche Distriktgrenze verläuft entlang der kontinentalen Wasserscheide.
Der Distrikt Santa Leonor grenzt im Westen an die Distrikte Leoncio Prado und Checras, im Norden an die Distrikte Pachangara und Oyón (beide in der Provinz Oyón), im Osten an den Distrikt Huayllay (Provinz Pasco) sowie im Süden an die Distrikte Pacaraos und Veintisiete de Noviembre (beide in der Provinz Huaral).